# Gottlieb Welté
Gottlieb Welté, auch: Christian Gottlieb Welté, (* 3. Dezember 1748 oder 1749 in Mainz; † 17. Dezember 1792 auf dem Gutshof Lohu (deutsch Loal) im Kirchspiel Hageri (Haggers), heute Gemeinde Kohila im Kreis Rapla, Estland) war ein deutscher Landschaftsmaler und Radierer.

## Leben

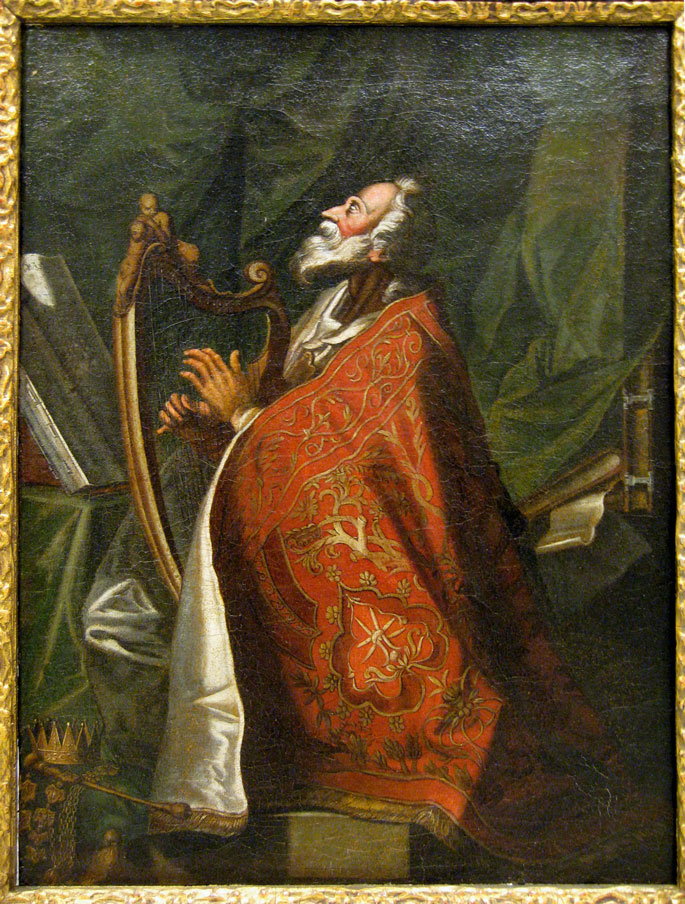
König David

Welté war zunächst Schüler seines Vaters Anton Welté, bevor er Mitte der 1770er Jahre in die Werkstatt von Christian Georg Schütz dem Älteren in Frankfurt am Main eintrat.
In Mainz und Frankfurt arbeitete Welté als Radierer und Landschaftsmaler. 1780 ging er nach Põltsamaa in Estland, wo er im dortigen Schloss und der örtlichen Porzellanmanufaktur arbeitete. Später war er von 1785 bis 1788 Hauslehrer am Gutshof von Võisiku in der Nähe von Põltsamaa und lebte danach im Gutshof von Lohu, wo er 1792 starb.
Seine Werke, die er überwiegend kleinformatig ausführte, sind stilistisch dem Rokoko und dem Übergang zum Klassizismus zuzuordnen. In Estland malte er Staffagen im französischen Stil, auf denen er estnische Bauern seiner Zeit vor dem Hintergrund von Landschaften der Umgebung darstellte. Welté war ein typischer Vertreter der Aufklärung – nachdenklich, experimentierfreudig und unangepasst.
Sein bedeutendstes Werk, ein illusionistisches Fresko, das eine Fläche von 27,6 Quadratmetern bedeckt, wurde erst in den 1960er Jahren hinter später aufgebrachten Tapeten in der Halle des Gutshofes von Lohu entdeckt.
Nachdem Welté lange Jahre in Vergessenheit geraten war, fand 2007/2008 im Schloss Kadriorg des Eesti Kunstimuuseum in Tallinn erstmals eine umfassende Ausstellung statt, die danach 2008 auch in ähnlicher Form im Landesmuseum Mainz gezeigt wurde.